# Хэй, Арчибальд, 13-й граф Кинньюл
Арчибальд Фицрой Джордж Хэй, 13-й граф Кинньюл (англ. Archibald FitzRoy George Hay, 13th Earl of Kinnoull; 20 июня 1855 — 7 февраля 1916) — шотландский пэр и военный. С 1886 по 1897 год он носил титул учтивости — виконт Дапплин.

## Биография

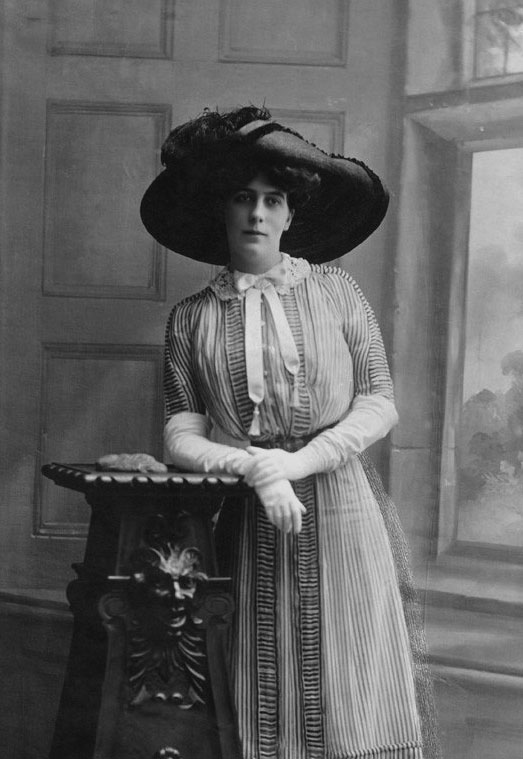
Флоренс Хэй (урожденная Дарелл), графиня Кинньюл, 1910 год

Родился 20 июня 1855 года. Третий сын Джорджа Хэя-Драммонда, 12-го графа Кинньюла (1827—1897), и леди Эмили Бланш Шарлотты Сомерсет (1828—1895), дочери Генри Сомерсета, 7-го герцога Бофорта. Одна из его сестер, Мюриэль, была замужем за графом Александром Мюнстером, сыном Георга Герберта цу Мюнстера, немецкого посла в Соединенном Королевстве (1873—1885).
В 1872 году он был зачислен в Королевское ополчение Пертшира, а затем вступил в Черную стражу, в составе которого сражался в Англо-египетской войне 1882 года. Он был награжден османским орденом Османии. Он служил в Египте начальником штаба Бейкер-паши, он также был полковником египетской жандармерии. Он уволился из армии в 1886 году и унаследовал титул после смерти 12-го графа в 1897 году, когда умерли его старшие братья.
«The Times» отметила, что граф Кинньюл обладал «значительным талантом — пел, играл и сочинял — и по случаю своего второго брака сочинил гимн, который должен был быть спет, когда невеста вошла в церковь».
В 1890-х годах он вступил в Легитимистскую якобитскую лигу Великобритании и Ирландии, часть нео-якобитского возрождения, вместе с Гербертом Вивианом и другими . Вивиан покинула Лигу якобитов в августе 1893 года.
Он также был коллекционером; его фарфор и мебель из замка Дапплин были проданы «по хорошим ценам» на аукционе Кристис в мае 1911 года. Позже в том же году его библиотека заработала более 2700 фунтов стерлингов (что эквивалентно 276 989 фунтам стерлингов в 2019 году).

## Браки и дети
Граф Кинньюл был дважды женат. 13 июля 1877 года он женился первым браком на Джозефине Мэри Хоук (умерла 2 декабря 1900), дочери Джона Хоука. У супругов был один сын:
- Эдмунд Альфред Ролло Джордж Хэй, виконт Дапплин (12 ноября 1879 — 30 мая 1903), отец Джорджа Хэя.

Супруги развелись в 1885 году. 24 января 1903 года граф Кинньюл вторым браком женился на Флоренс Мэри Дарелл (умерла 2 июля 1941), дочери Эдварда Тирни Гилкриста Дарелла и Флоренс Джонсон, внучке сэра Уильяма Лайонела Дарелла, 4-го баронета. У супругов было четверо детей:
- Леди Элизабет Мэри Хэй-Драммонд (род. 14 декабря 1903), 1-й муж с 1925 года Питер Стэнли Чаппелл, сын Томаса Стэнли Чаппелла (развод в 1935); 2-й муж с 1935 года Дуглас Уильям Эрнест Гордон (? — 1951), с которым развелась в 1945 году; 3-й муж с 1945 года Уильям Герберт Шелли Дент (1895—1981), сын Герберта Фуллартона Дента и Розамонд Бланш Изабель Шелли.
- Эдвард Хэй-Драммонд (род. 29 июня 1906)
- Фицрой Хэй-Драммонд (род. 29 июня 1906)
- Леди Маргарет Флоренс Грейс Хэй-Драммонд (род. 2 октября 1907), муж с 1929 года Норман Фрэнсис Уильям Халибертон Д’Арси (1907—1976), сын Уильяма Фрэнсиса Д’Арси и Вайолет Нины Баринг. Супруги развелись в 1942 году.

Его сын от первого брака, Эдмунд, виконт Дапплин, умер от скарлатины в 1903 году . После смерти графа в 1916 году графский титул перешел к его внуку Джорджу.

## Титулатура
- 13-й граф Кинньюл (с 30 января 1897)
- 13-й виконт Дапплин (с 30 января 1897)
- 13-й лорд Хэй из Кинфаунса (с 30 января 1897)
- 6-й барон Хэй из Пидвардайна (с 30 января 1897)
- 7-й виконт Дапплин (с 30 января 1897).